# Thomas og hans tempo. Et udviklingsforløb
|  | Denne artikel er oprettet af botten PalnaBot ud fra en ekstern database. Den kan derfor have sproglige fejl eller mangler. Denne skabelon kan fjernes efter kontrol af indholdet. |

Thomas og hans tempo. Et udviklingsforløb er en film instrueret af Lise Roos efter manuskript af Lise Roos.

## Handling
I forbindelse med filmen "Kan man klippe i vand?" er der udarbejdet fire tematiske film, som kan betragtes som debatoplæg om mere specielle emner. Denne film handler om Thomas, som har et tempo, der er lidt anderledes i forhold til den almindelige børnehave-hverdag.